# Ranong (provins)
Ranong, (thai: ระนอง) är en provins (changwat) i södra Thailand. Provinsen hade år 2000 161 210 invånare på en areal av 3 298,0 km². Provinshuvudstaden är Ranong.

## Administrativ indelning
Provinsen är indelad i 5 distrikt (amphoe). Distrikten är i sin tur indelade i 30 subdistrikt (tambon) och 167 byar (muban). 
| Ranongs distrikt numrerade | 1. Mueang Ranong 2. La-un 3. Kapoe | 1. Kra Buri 2. Suk Samran |